# Fernand Augereau
Fernand Augereau (Naintré, 23 de novembro de 1882 - Combrée, 26 de julho de 1958) foi um ciclista profissional da França.
Foi o 3º colocado no Tour de France 1903.